# Mancomunidad Aguas Águeda-Azaba
La mancomunidad Aguas del Águeda-Azaba es una agrupación administrativa de municipios en la provincia de Salamanca, Castilla y León, España.

## Municipios
- La Alberguería de Argañán
- Campillo de Azaba
- Casillas de Flores
- Fuenteguinaldo (Anejo: Aldeanueva del Arenal)
- Ituero de Azaba (Anejo: Dueña de Azaba)
- Puebla de Azaba (Anejo: Castillejo de Azaba)